# Orrtjärnen (Nordmalings socken, Ångermanland)
Orrtjärnen är en sjö i Nordmalings kommun i Ångermanland och ingår i Öreälvens huvudavrinningsområde. Orrtjärnen ligger i Öreälven Natura 2000-område.